# Karaiby Holenderskie
Karaiby Holenderskie (nld. Nederlandse Cariben, Nederlandse Caraïben, Nederlands Caribisch gebied, Caribisch deel van het Koninkrijk; pap. Karibe Hulandes; ang. Dutch Caribbean) – nazwa używana na określenie trzech krajów autonomicznych Królestwa Niderlandów położonych w Ameryce Południowej oraz Północnej, w Karaibach: Aruba, Curaçao oraz Sint Maarten jak i trzech gmin zamorskich, tzw. Holandia Karaibska, należących bezpośrednio do europejskiej Holandii: Bonaire, Sint Eustatius i Saba. Już od 1816 r. te sześć wysp były holendersimi koloniami, a od roku 1877 nazywane były Curaçao i terytoria zależne (Curaçao en Onderhorigheden).

## Geografia
Wszystkie sześć wysp leżą w regionie Karaiby, w archipelagu Małe Antyle.
Wyspy SSS czyli Sint Maarten, Sint Eustatius i Saba należą do Wysp Nawietrznych w północno-wschodnich Karaibach.
Wyspy ABC czyli Aruba, Bonaire i Curaçao należą do Wysp Zawietrznych w południowych Karaibach, znajdują się ponad 100 km od wenezuelskiego wybrzeża.

## Charakterystyka wysp

### główne
|                              | Aruba                                | Bonaire                                | Curaçao                                   | Saba                                   | Sint Eustatius                         | Sint Maarten                              |
| ---------------------------- | ------------------------------------ | -------------------------------------- | ----------------------------------------- | -------------------------------------- | -------------------------------------- | ----------------------------------------- |
| Kontynent                    | Ameryka Południowa                   | Ameryka Południowa                     | Ameryka Południowa                        | Ameryka Północna                       | Ameryka Północna                       | Ameryka Północna                          |
| Status                       | kraj autonomiczny od 1 stycznia 1986 | gmina zamorska od 10 października 2010 | kraj autonomiczny od 10 października 2010 | gmina zamorska od 10 października 2010 | gmina zamorska od 10 października 2010 | kraj autonomiczny od 10 października 2010 |
| Stolica                      | Oranjestad                           | Kralendijk                             | Willemstad                                | The Bottom                             | Oranjestad                             | Philipsburg                               |
| Powierzchnia (km²)           | 180                                  | 288                                    | 444                                       | 13                                     | 21                                     | 34                                        |
| Liczba mieszkańców           | 108.066                              | 25.133                                 | 185.482                                   | 2.060                                  | 3.204                                  | 43.350                                    |
| Gęstość zaludnienia (os/km²) | 600                                  | 87                                     | 482                                       | 158                                    | 153                                    | 1275                                      |
| Języki urzędowe              | niderlandzki papiamento              | niderlandzki angielski                 | niderlandzki papiamento angielski         | niderlandzki angielski                 | niderlandzki angielski                 | niderlandzki angielski                    |
| Waluta                       | Florin arubański (AWG)               | Dolar amerykański (USD)                | Gulden karaibski (XCG)                    | Dolar amerykański (USD)                | Dolar amerykański (USD)                | Gulden karaibski (XCG)                    |

### pozostałe
| Lp. | Wyspa                | Przynależność | Powierzchnia (km²) | Liczba mieszkańców |
| --- | -------------------- | ------------- | ------------------ | ------------------ |
| 1.  | Cow & Calf           | Sint Maarten  | b.d.               | niezamieszkana     |
| 2.  | Green Island         | Saba          | 0,3                | niezamieszkana     |
| 3.  | Guana Key            | Sint Maarten  | b.d.               | niezamieszkana     |
| 4.  | Hen & Chickens       | Sint Maarten  | b.d.               | niezamieszkana     |
| 5.  | Klein Bonaire        | Bonaire       | 6,00               | niezamieszkana     |
| 6.  | Klein Curaçao        | Curaçao       | 1,70               | niezamieszkana     |
| 7.  | Little Key           | Sint Maarten  | b.d.               | niezamieszkana     |
| 8.  | Molly Beday          | Sint Maarten  | b.d.               | niezamieszkana     |
| 9.  | Mona                 | Sint Maarten  | b.d.               | niezamieszkana     |
| 10. | Palm Island prywatna | Aruba         | 0,10               | b.d.               |
| 11. | Pelikan Key          | Sint Maarten  | 0,01               | b.d.               |
| 12. | Pond                 | Sint Maarten  | b.d.               | b.d.               |
| 13. | Renaissance prywatna | Aruba         | 0,48               | b.d.               |
| 14. | Snoopy               | Sint Maarten  | b.d.               | b.d.               |

## Historia
Po raz pierwszy powyższe wyspy stały się holenderskie w XVII w. dzięki podbojom Holenderskiej Kompanii Zachodnioindyjskiej. Wcześniej zmieniały często swoją przynależność, należały m.in. do Wielkiej Brytanii czy Francji.
Zgodnie z traktatem brytyjsko-holenderskim z 1814 r. wyspy te stały się własnością Holandii dwa lata później. Na początku utworzono dwie kolonie. Kolonia Curaçao i terytoria zależne (Curaçao en Onderhorigheden) obejmowała wyspy Curaçao, Arubę i Bonaire, a kolonia Sint Eustatius i terytoria zależne (Sint Eustatius en Onderhorigheden) obejmowała Wyspy Nawietrzne tj. Sint Eustatius, Saba, Sint Maarten. Obie kolonie w roku 1828 zostały połączone z kolonią Surinam, tworząc nową kolonię (Gouvernement-Generaal van's rijks West-Indische bezittingen) z siedzibą w Paramaribo w Surinamie. W 1845 r. kolonia ta została ponownie rozbita. Kolonia Curaçao i terytoria zależne obejmowała więc od tego czasu wyspy Curaçao, Arubę, Bonaire, Sint Eustatius, Sint Maarten i Sabę.
W 1863 r. zniesiono w kolonii niewolnictwo, uwolniono 12 000 osób.
W roku 1936 zmieniono nazwę kolonii na Gebiedsdeel Curaçao, a w 1948 r. nazwę zmieniono na Antyle Holenderskie. W 1954 r. Antyle Holenderskie stały się autonomicznym krajem (land) Królestwa Niderlandów.
W 1986 r. z Antyli Holenderskich występuje Aruba, stając się jednocześnie niezależnym krajem (land) Królestwa Niderlandów. Od 1998 roku holenderskie Ministerstwo Spraw Wewnętrznych jest odpowiedzialne za stosunki z innymi krajami i od tego czasu nazywa się Ministerie van Binnenlandse Zaken en Koninkrijksrelaties.
10 października 2010 r. rozwiązano kraj Antyle Holenderskie. W Królestwie Niderlandów utworzono nowe kraje Curaçao i Sint Maarten, jak również podlegające bezpośrednio pod Holandię gminy zamorskie Bonaire, Sint Eustatius i Saba. Całe holenderskie Karaiby od tego czasu nazywają się Caribisch deel van het Koninkrijk.

## Języki
Najważniejszymi językami na wyspach są niderlandzki, angielski i papiamento. Ten ostatni jest językiem ojczystym na Wyspach Zawietrznych, który bazuje na języku portugalskim, z wpływami języków niderlandzkiego, angielskiego francuskiego i hiszpańskiego. 
Język angielski jest językiem ojczystym na Wyspach Nawietrznych. Językiem wykładowym w szkołach był zawsze język niderlandzki, ale na początku XXI w. postanowiono nauczać w szkołach podstawowych w językach angielskim i papiamento. W szkołach średnich nadal naucza się w języku niderlandzkim, ponieważ na ich zakończenie istnieje pisemny egzamin końcowy identyczny jak w Holandii, a dużo uczniów po zdaniu matury wyjeżdża do Holandii na studia. Od roku szkolnego 2008/2009 w szkołach podstawowych na Curaçao zajęcia odbywają się w po niderlandzku.
Literatura pisana jest głównie w języku niderlandzkim i papiamento, w niewielkim stopniu także w języku angielskim i hiszpańskim.
Alfabetyzm dla dzieci powyżej 15. roku życia, które umieją czytać i pisać wynosił w 2001 r. 96,7%.